# Jönköpings Södra IF

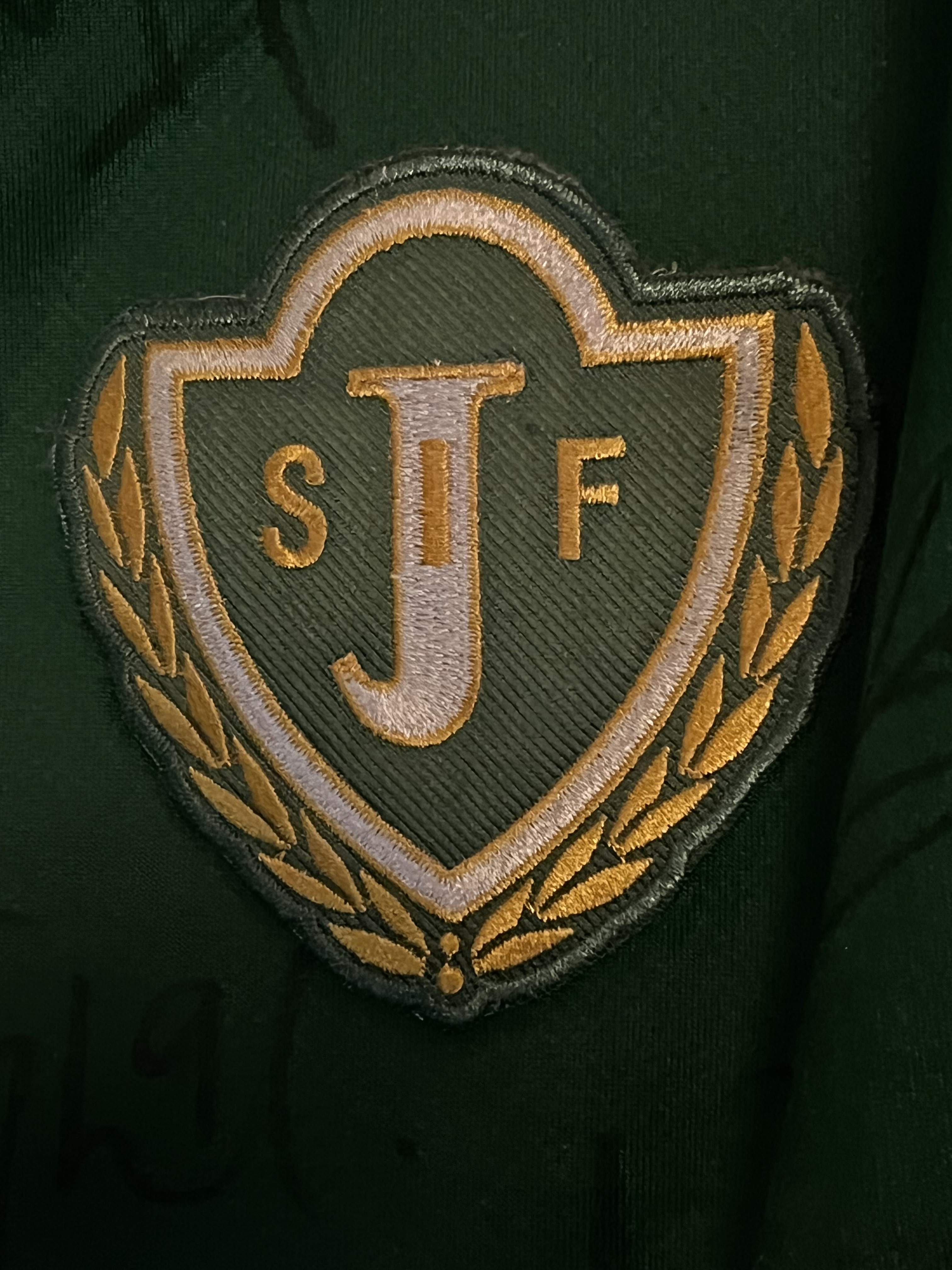
Jönköpings Södra IF:s Emblem.

Jönköpings Södra IF, ofta kallad J-Södra, är en idrottsförening i Jönköping i Sverige. Föreningen bildades den 9 december 1922 och fotbollslaget debuterade i Allsvenskan 29 juli 1945 i en match mot IS Halmia på Stadsparksvallen. Föreningen har tidigare bedrivit handboll, bandy och ishockey. De vann den första ishockeyserien i Södra Vätterbygden i februari 1946. Handbollssektionen slogs 1979 ihop med IK Tords handboll och båda uppgick 1992 i IK Cyrus T/S.
Fotboll är i dag föreningens enda idrott. Laget spelar sedan 2024 i Ettan Södra. Ordföranden är Henning Albertsson. Klubbchef är Oscar Carlson.
Spelardräkten är idag grönvit, men ursprunget tros vara blåa tröjor och svarta byxor, eftersom föreningens första klubbemblem var blått. Första gången klubben spelade i grön färg var 1923 då klubben köpte in tröjorna från en tysk firma.
Under 1920- och 1930-talen bestod spelardräkten av gröna tröjor och svarta byxor.
Jönköpings Södra IF ligger på plats 29 i Fotbollsallsvenskans maratontabell med totalt 12 säsonger, 81 vunna, 71 oavgjorda och 128 förlorade matcher.

## Historia

### Klubbens historia
Jönköpings Södra IF grundades 9 december 1922 och första fotbollsmatchen spelades på Hagavallen mot IF Hagapojkarna året därpå. Matchen, som spelades med åtta spelare i varje lag på grund av att planen inte var tillräckligt stor, vanns av Jönköpings Södra IF med 3-2.
1933 hade föreningen utvecklats både organisations- och spelmässigt och lyckades vinna Smålandsserien och flyttades upp till Division 3. Resultatet blev en åttondeplats och vidare spel i serien. Båda matcherna mot lokalkonkurrenten IK Tord förlorades men 1935 vann Jönköpings Södra IF över IK Tord med 1-0 efter straffmål av Erik Augustsson. Säsongen slutade i en femteplats. Föreningen fick känna på internationell fotboll då de mötte SC Libertas från Wien i Österrike, en match som SC Libertas vann med 8-0.

### Silver och vinst mot Manchester United
1945 vann laget Division II, efter att ha vunnit samtliga matcher, klarade sedan kvalet till högsta serien och blev därmed Smålands första lag i Allsvenskan 1945–1946. En av Allsvenskans genom tiderna främsta målskyttar, Carl "Timpa" Simonsson, stod för 50 av Jönköpings Södra IF:s 92 mål under denna säsong. Klubbens bästa allsvenska placering blev en andraplats, säsongen 1949–1950. Utöver "Timpa" Simonsson bestod silverlaget 1950 av stjärnor som Arne Selmosson, Göte Lindstrand, Karl Sjöstrand och målvakten Göte Ståhl. Sommaren 1950 reste laget till USA och spelade träningsmatcher mot bland annat Manchester United FC på Polo Grounds i New York vilken slutade med en 0-4-förlust; samma lag besegrade man under samma turné med 3-1. Säsongen 1953–1954 hamnade Jönköpings Södra IF på en elfteplats och flyttades ned i Division II. 1960 var laget tillbaka i Allsvenskan, efter vinst i Division II 1959, men åkte ur serien direkt. Jönköpings Södra IF blev 1963 nedflyttat till Division III efter två svaga säsonger. Klubben tränades av före detta Roma-spelaren Stig Sundqvist under åren 1968–1971 samt 1973.

### Nedflytt och återtåg
1968 blev Jönköpings Södra IF seriesegrare i Division II och de fick därmed kvalspela till Allsvenskan där laget 1969 kom att spela för tionde säsongen. Laget lyckades dock inte hålla sig kvar utan slutade på elfte plats och flyttades ned i Division II där de blev kvar under större delen av 1970-talet. Mellan 1974 och 1979 tränades klubben av före detta landslagsspelaren Ingvar Svensson. 1977 spelade den isländska landslagsmannen Teitur Thordarson i klubben, han spelade senare för lag i bl.a franska högsta serien
Under slutet av 1980-talet samt under 1990-talen var föreningen mindre framgångsrik. 1995 tränades Södra av före detta landslagsspelaren och före detta Södra spelaren Jan Karlsson. 1996 tränades klubben av före detta landslagsspelaren Jörgen Augustsson. 1993 spelade Jönköpings Södra IF i Division 4 för första gången sedan säsongen 1939/1940 och i den divisionen kom laget att spela under fem säsonger under 1990-talet. Men mot slutet av decenniet satsade föreningen uppåt igen och efter två raka seriesegrar, i Division 4 1998 och i Division 3 1999 (under ledning av Giles Stille båda två åren) blev föreningen återigen ett Division 2-lag från år 2000. Från år 2000 till 2002 tränades klubben av Per-Åke Knutsson. 2002 ville klubben ha en nystart och tog inför säsongen in Peter Churchill, som ledde laget i fem omgångar innan Thomas Ek tog över och klubben slutade 5:a samma år.

### Olle Nordin
Inför säsongen 2003 värvades den förre förbundskaptenen Olle Nordin som ny tränare. Ett tydligt mål sattes upp: J-Södra tillbaka i elitfotbollen senast 2006. Efter serieseger men ett misslyckat kval mot IK Brage 2003 och en något sämre säsong 2004 vann Jönköpings Södra IF serien 2005. I kvalet till Superettan slogs Bunkeflo IF med sammanlagt 6-2. I Superettan lyckades Jönköpings Södra IF såväl 2006 som 2007 hålla sig kvar enbart genom seriespelet, men 2008 tvingades laget till kvalspel mot Östers IF och de lyckades hålla sig kvar.

### Kvalflytt
Olle Nordin meddelade efter säsongen 2007 att han skulle sluta som huvudtränare och övergå till att bli sportchef. Ny huvudtränare blev Thomas Ek. I början av september 2008 avgick Ek på grund av bristande energi. Nordin återinsattes tillsammans med Andreas Jankevics som tränare för klubben. Tränare 2010 var Andreas Jankevics. Jankevics fick dock lämna tränarposten innan det förestående kvalet för att hänga kvar i Superettan. Sportchefen Hans Lindbom togs ner till tränare för avslutningen av säsongen. Tränarbytet blev lyckat och laget klarade sig kvar i Superettan efter totalt 4-0 i kvalet mot IK Sirius. I december 2010 meddelade klubben att Hans Lindbom skulle fortsätta leda laget under 2011. Till sin hjälp hade han Lasse Eriksson som ansvarig för träningarna.

### Hrgotas avgörande mål
Superettan 2011 var en jämn tillställning. Jönköpings Södra IF var efter 8 omgångar på tredje plats med 14 poäng. Men redan efter 15 omgångar hade Södra droppat ner till 12:e plats med sina 18 poäng. Återigen skulle hösten präglas av kampen att undvika kvalplats. När näst sista omgången redovisades låg Jönköpings Södra IF på 13:e plats och kvalplats. De lag som inför sista omgången riskerade kvalspel var Jönköpings Södra IF med 37 poäng, Hammarby IF 37 poäng, Assyriska FF 38 poäng och IFK Värnamo på 39 poäng. På papperet stod Jönköpings Södra IF och Hammarby inför de svåraste uppgifterna då de skulle möta GIF Sundsvall och Ängelholm som båda krigade om en direktplats till Allsvenskan. Då slutsignalerna hade ljudit på samtliga arenor var det klart att Jönköpings Södra IF hade lyckats undvika kvalplatsen. Matchen mot GIF Sundsvall på Stadsparksvallen slutade 2-1 till Jönköpings Södra IF efter mål av Christer Persson 1-1 och efter 2-1 av Superettans och Jönköpings Södra IF:s skyttekung Branimir Hrgota, som senare skulle spela i Bundesliga. IFK Värnamo drog det kortaste strået efter en svag insats mot Falkenberg på bortaplan. Trots detta lyckades länskollegan behålla sin plats i Superettan efter att ha vunnit båda kvalmatcherna mot Väsby United.

### Thelin efter Gren
Hans Lindbom och Lasse Ericsson deklarerade efter säsongen att man lämnade sina platser till förfogande. Ledningen i Jönköping Södra hade nu en svår uppgift att hitta en ny tränare till klubben. Och den 2 december 2011 presenterade Jönköpings Södra IF:s den före detta landslagsspelaren Mats Gren som ny tränare.
Superettan 2012 låg också klubben högt och slutade på en 7:e plats i tabellen.
Säsongen 2013 slutade laget lite längre ner på en 11:e plats.
Superettan 2014 var jämn och klubben slutade 4:a.
Under säsongen 2014, efter att Mats Gren lämnat klubben för en roll som sportchef i IFK Göteborg, valde Jönköpings Södra IF:s styrelse att flytta upp Jimmy Thelin (bror till spelaren Tommy Thelin, som båda två var med och tog upp klubben till Allsvenskan) som tränare för A-laget. Jönköpings Södra IF slutade på en fjärde plats.

### Tillbaka till Allsvenskan efter 46 år
Den 17 oktober, säsongen 2015 efter en spännande säsong, blev det klart att Jönköpings Södra tog klivet upp i fotbollsallsvenskan igen. Där hade klubben inte spelat på 46 år, sedan de åkte ur Allsvenskan 1969.
Under lagets första Allsvenska säsong på över 40 år, som ägde rum 2016, slutade de på en 12:e plats. Laget vann sin öppningsmatch mot Kalmar FF och låg på den övre delen av tabellen i början av säsongen.
Inför den allsvenska säsongen 2017 hade klubben träningsläger i USA och mötte större lag som D.C. United.
Klubbens säsong i Allsvenskan 2017 slutade på en negativ kvalplats. Jönköpings Södra IF förlorade kvalet mot Trelleborgs FF.

### Ner till Superettan igen
I december 2017 meddelades att Jörgen Wålemark efterträdde Jimmy Thelin som tränare.
Efter tre omgångar av Superettan 2018 fick Jörgen Wålemark gå och A-laget leddes därefter av Christer Persson som manager och Stefan Jörgensen som huvudtränare.
Från den 20 augusti 2018 övertog Andreas Brännström huvudtränaransvaret med Christer Persson som assisterande tränare.
Säsongen 2019 var Andreas Brännström huvudtränare och Charbel Abraham assisterande tränare.
Säsongen 2020 leddes laget av Andreas Brännström och assisterande tränare var Mesut Meral.
Ordförande i föreningen var Mats Tidstrand mellan 2016 och 2023.
Säsongen 2021 var Patric Jildefalk huvudtränare för herrlaget med Mustafa Ismail som assisterande tränare.

### Problem med ekonomi och ledning
När Södra gick upp i allsvenskan 2016 var det med en historia av stabil ekonomi under de föregående 5 säsongerna i Superettan. Under de två allsvenska säsongerna växte klubbens omsättning kraftigt, och både intäkter och utgifter ökade från runt 25 miljoner årligen till över 40 miljoner årligen. När klubben sedan föll tillbaka ner i Superettan till säsongen 2018 förblev utgifterna höga, medan intäkterna rasade. Detta problem kvarstod under åren som följde då man misslyckades med att minska utgifterna tillräckligt, och inte heller lyckades sälja spelare för att få intäkter man budgeterat för. Nedflyttningen från Superettan till Division 1 Södra 2023 medförde sedan ytterligare minskade intäkter. Klubben ansamlade stora skulder, och under 2023-2024 spekulerades det om risken för konkurs i media, en risk som klubbföreträdare även bekräftade.
De senare åren 2020-2024 präglades även av turbulens i styrelse och sportsliga ledning, där personer avgick eller avskedades. Det har också funnits kritik mot ledningen för att man fortsatt ha onödiga utgiftsposter för föreningen, som exempelvis hotellkostnad på 600'000 kronor under verksamhetsåret 2022, trots den ekonomiska krisen i föreningen. Inför föreningens årsmöte 2022, då klubben gått back 6 miljoner, hade Mats Tidstrand som varit klubbens ordförande sedan 2016 meddelat att han inte ställde upp för omval. Även andra ledamöter i styrelsen valde att inte ställa upp för omval, och det var svårt för valberedningen att hitta en ny styrelse. I en sluten omröstning beviljades den avgående styrelsen ansvarsfrihet, men 58 personer röstade mot detta, jämfört med de 70 som röstade för ansvarsfrihet.

### 100-årsjubileet
Säsongen 2022, när klubben firade sitt 100-årsjubileum, tränades laget fortsatt av Patric Jildefalk som huvudtränare och av Óscar García Rodríguez som assisterande tränare.
Efter tre omgångar fick herrlagets huvudtränare Patric Jildefalk sparken och Óscar García Rodrígues efterträdde som lagets nya huvudtränare och assisterande tränare var Mustafa Ismail. Andra tillkomna i staben var Caique Müller, Juan Manuel Hernandez Segovia, Simon Meijer och Konstantinos Paganias. (Paganias ankom till klubben under sommaren). 
Under sommaren 2022 skedde stora förändringar av spelartruppen.
Junes Barny tog över som sportchef den 25 juli 2022. Klubben fick kritik under året, då huvudtränaren Óscar García Rodríguez saknade licens för att träna klubbar i Allsvenskan och Superettan. Hundraårsjubileumsåret 2022 slutade klubben på en 12:e plats. Efter säsongen lämnade många spelare och nya spelare kom till klubben, bland annat lämnade trotjänaren Fredric Fendrich efter säsongen.

### 2023 och nedflyttning
Inför säsongen Superettan 2023 flyttade man upp tränaren Niclas Tagesson (tränat bl.a Husqvarna FF då i Superettan och IK Tord) från U17-laget till tillförordnad huvudtränare under den kommande säsongen, med Óscar García Rodríguez som assisterande.
Bara några dagar in i januari 2023 tog man in spanjoren Andres Garcia som ny huvudtränare, med Óscar García Rodríguez som fortsatt assisterande tränare. 
I januari 2023 lämnade klubbchefen Sebastian Lagrell  och i mars samma år även ordföranden Mats Tidstrand och en delvis ny styrelse var på plats.
Tillförordnad ordförande sedan slutet av mars 2023 är Henning Albertsson. Han blev vald ordförande, när hela den nya styrelsen tillträdde den 20 juni 2023.
Huvudtränare Andres Garcia lämnade klubben i september 2023. Samma månad tog Oscar Carlsson över rollen som Klubbchef (Sportchef).
Charbel Abraham förstärkte tränarstaben, med huvudansvar tillsammans med Oscar Garcia den 22 oktober 2023.
Efter en misslyckad säsong sparkade styrelsen hela tränarstaben den 8 november, inför den sista avgörande omgången i Superettan 2023.  Den nya tränarstaben bestod av Niclas Tagesson som huvudtränare, med Fredric Fendrich och Tommy Thelin som assisterande tränare.
I sista omgången mot IK Brage stod det klart att efter en lång tid i Superettan blev klubben nedflyttad till Söderettan 2024.
Ny Ordförande sedan november 2023 är Bengt Spjuth.

### 2024: Omstart och nybygge i Söderettan - Ett nytt kapitel
Inför säsongen, den 31 december 2023, meddelade klubben att Patrik Ingelsten tog över som huvudtränare.
Den 1 februari 2024 tillkom även assisterande tränare Stefan Jörgensen till tränarstaben. Oscar Carlsson blev, den 5 februari 2024, vald till  ordinarie Klubbchef (sportchef).
Det tillkom även stora förändringar i spelartruppen och man satsade mycket på lokala spelare, dessutom på spelare som tidigare spelat i klubben, men också hemvändare och en ny struktur av föreningen och dess styrelse, med nya målsättningar och nya tillvägagångsätt för att återigen ta sig upp till eliten.
Björn Spjuth lämnade som ordförande den 8 augusti 2024.
Efter en säsong präglad av strukturella och ekonomiska problem, så slutade klubben på en sjunde plats i Söderettan.

### Meriter
- Superettan 2015[46]
- Division 2 (Norra Götaland) 2003, 2005
- Division 3 (Sydvästra Götaland) 1999

Bästa placering i Allsvenskan: 2:a plats, säsongen 1949-1950

### Bästa spelarna framröstade av Södrasajten

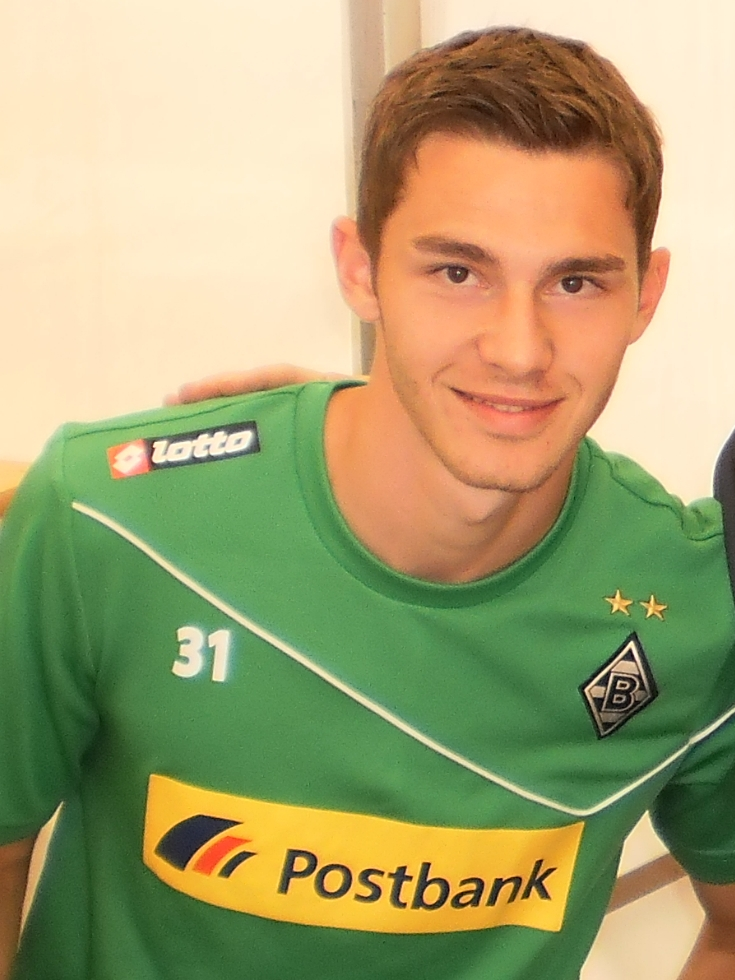
Branimir Hrgota, på bilden i Mönchengladbach.

### Landslagsspelare

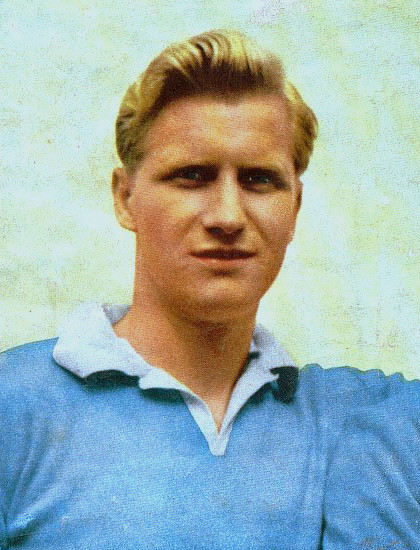
Arne "Månstrålen" Selmosson, på bilden i Lazio.

## Spelare och tränare

### Spelartruppen
| Nummer      | Land           | Spelare               | Födelsedatum     | Kom från              | Moderklubb            |           |
| Målvakter   | Målvakter      | Målvakter             | Målvakter        | Målvakter             | Målvakter             | Målvakter |
| ----------- | -------------- | --------------------- | ---------------- | --------------------- | --------------------- | --------- |
| 1           | Sverige        | Alexander Eriksson    | 1 februari 2005  | Jönköpings Södra IF U | Mullsjö IF            |           |
| 30          | Sverige        | Simon Svensson        | 4 oktober 1998   | Österåker United FK   | Skiljebo SK           |           |
| Försvarare  |                |                       |                  |                       |                       |           |
| 2           | Sverige        | Lukas Eek             | 8 mars 1998      | Motala AIF            | Bankeryds SK          |           |
| 3           | Nordmakedonien | Daniel Markovski      | 29 april 2005    | Helsingborgs IF       | Helsingborgs IF       |           |
| 4           | Sverige        | Andreas Carlsson      | 2 augusti 2004   | Jönköpings Södra IF U | Norrahammars GIS      |           |
| 6           | Sverige        | Sebastian Crona       | 7 februari 1991  | Örebro SK             | IF Lödde              |           |
| 13          | Sverige        | Hugo Lyck             | 12 juni 2002     | IK Tord               | Norrahammars GIS      |           |
| 15          | Sverige        | Arvid Eriksson        | 5 februari 2003  | Jönköpings Södra IF U | Mullsjö IF            |           |
| 27          | Sverige        | Axel Edgren           | 5 juli 2006      | IFK Värnamo           | Lekeryd-Svarttorps SK |           |
| Mittfältare |                |                       |                  |                       |                       |           |
| 7           | Sverige        | Isak Ellbring         | 18 juli 2004     | IFK Norrköping        | Nässjö FF             |           |
| 8           | Sverige        | Benjamin Tannus       | 9 april 2000     | Åtvidabergs FF        | Ramlösa BoIS          |           |
| 14          | Sverige        | Christoffer Hellström | 23 mars 2006     | Jönköpings Södra IF U | Gripenbergs BK        |           |
| 17          | Sverige        | Olle Almström         | 29 april 2004    | Jönköpings Södra IF U | Nässjö FF             |           |
| 18          | Sverige        | Jonathan Drott        | 15 december 1992 | Örgryte IS            | Bäckseda IF           |           |
| 19          | Sverige        | Milian Sipos          | 11 maj 2007      | IFK Värnamo           | Mariebo IK            |           |
| 20          | Sverige        | Colin Farnerud        | 12 mars 2004     | Holstein Kiel II      | IFK Göteborg          |           |
| 21          | Kosovo         | Agon Uka              | 1 september 2008 | Jönköpings Södra IF U | IK Tord               |           |
| Anfallare   |                |                       |                  |                       |                       |           |
| 9           | Sverige        | Linus Lyck            | 15 december 2000 | IK Tord               | Jönköpings Södra IF   |           |
| 10          | Sverige        | Dzenis Kozica         | 28 april 1993    | Östers IF             | IFK Värnamo           |           |
| 11          | Sverige        | Anmar Kiwarkis        | 20 maj 1999      | IK Tord               | Husqvarna FF          |           |
| 12          | Sverige        | Faiz Benatallah       | 24 juli 1999     | Assyriska IK          | Västerviks FF         |           |
| 16          | Sverige        | Hampus Israelsson     | 21 december 2006 | Jönköpings Södra IF U | IF Haga               |           |
| 28          | Sverige        | Jacob Shamoun         | 21 augusti 2005  | Skövde AIK            | Assyriska IK          |           |
| -           | Estland        | Kristoffer Grauberg   | 19 februari 2001 | Vestri                | Täby FK               |           |

### Utlånade spelare
| Nr | Land    | Pos | Namn                                                 |
| -- | ------- | --- | ---------------------------------------------------- |
| 23 | Sverige | MF  | Christian Azizsson (i IF Haga till 31 december 2025) |